# Hermann August Seger
Hermann August Seger (Posen, 1839. december 26. – Berlin, 1893. október 30.) német keramikus.

## Élete

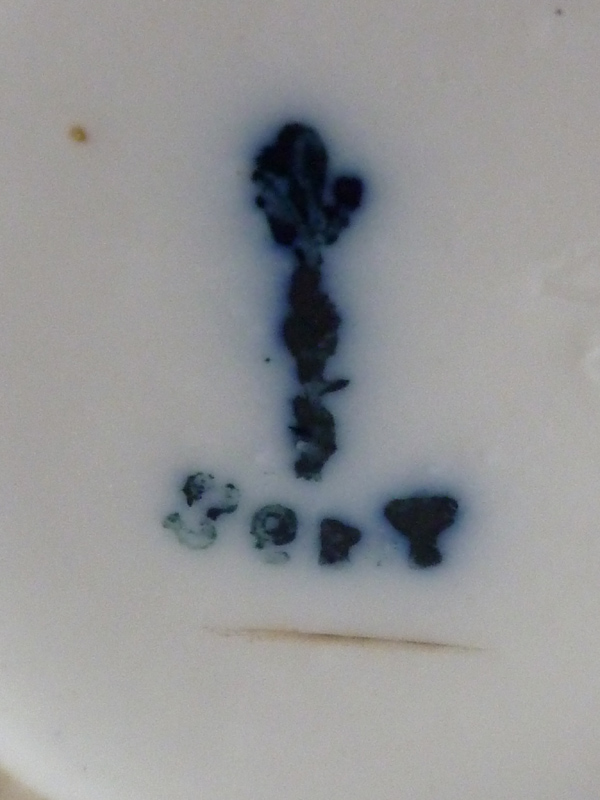
Seger-márkajelzés (használva 1892-től)

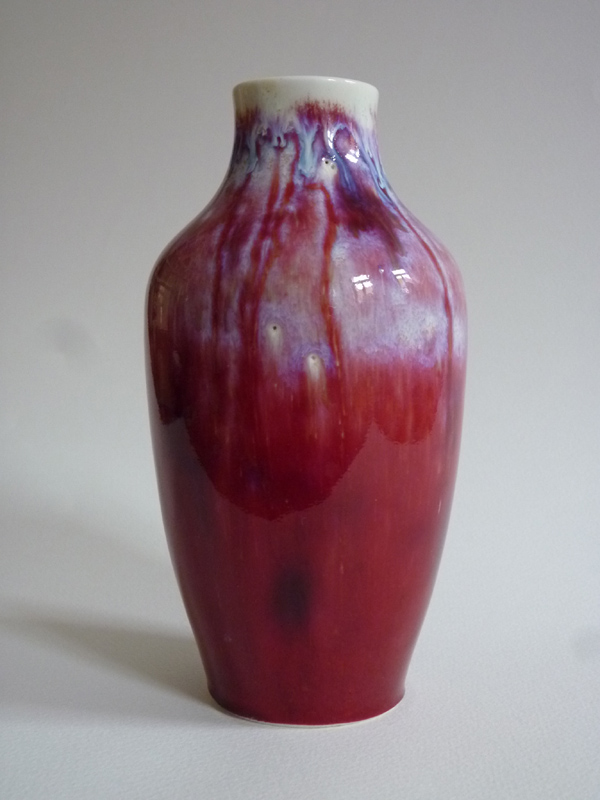
Váza 1900-ból (Königliche Porzellan Manufaktur Berlin - modellszám: 17852 M) Magassága: 17 cm. Seger-porcelán, oxblood máz

Miután Rostockban megkapta doktori címét, kifejlesztette az agyagszerkezet vizsgálatának alapjait és rendszerezte a kerámia-alapanyagokat tulajdonságaik szerint (Seger-formula). Kifejlesztette a róla elnevezett Seger-gúlát.
1878-ban megalapította és első vezetője lett a berlini Királyi Porcelánmanufaktúra Kémiai és Műszaki Kutató Intézetének. Kialakított egy lágy porcelánt, melyet 1880-ban szabadalmaztatott és 1892-től gyártatott. Ez a Seger-porcelán. Ez egy, a kelet-ázsiai porcelánok mázainak utánzata, melyet alacsonyabb hőmérsékleten égetnek, így egy szivárványszínű mázat hozva létre. Porcelánmárkaként megkapta a "Sgr. P." KPM (Königliche Porzellan-Manufaktur) jelzetet. 1885-ben a porosz Vallási, Közoktatási és Egészségügyi Minisztérium tiszteletbeli professzori címmel tüntette ki Hermann Segert.
Habár Seger kémikus volt, munkadarabjai művészileg is elismertek voltak.

## A Seger-gúla

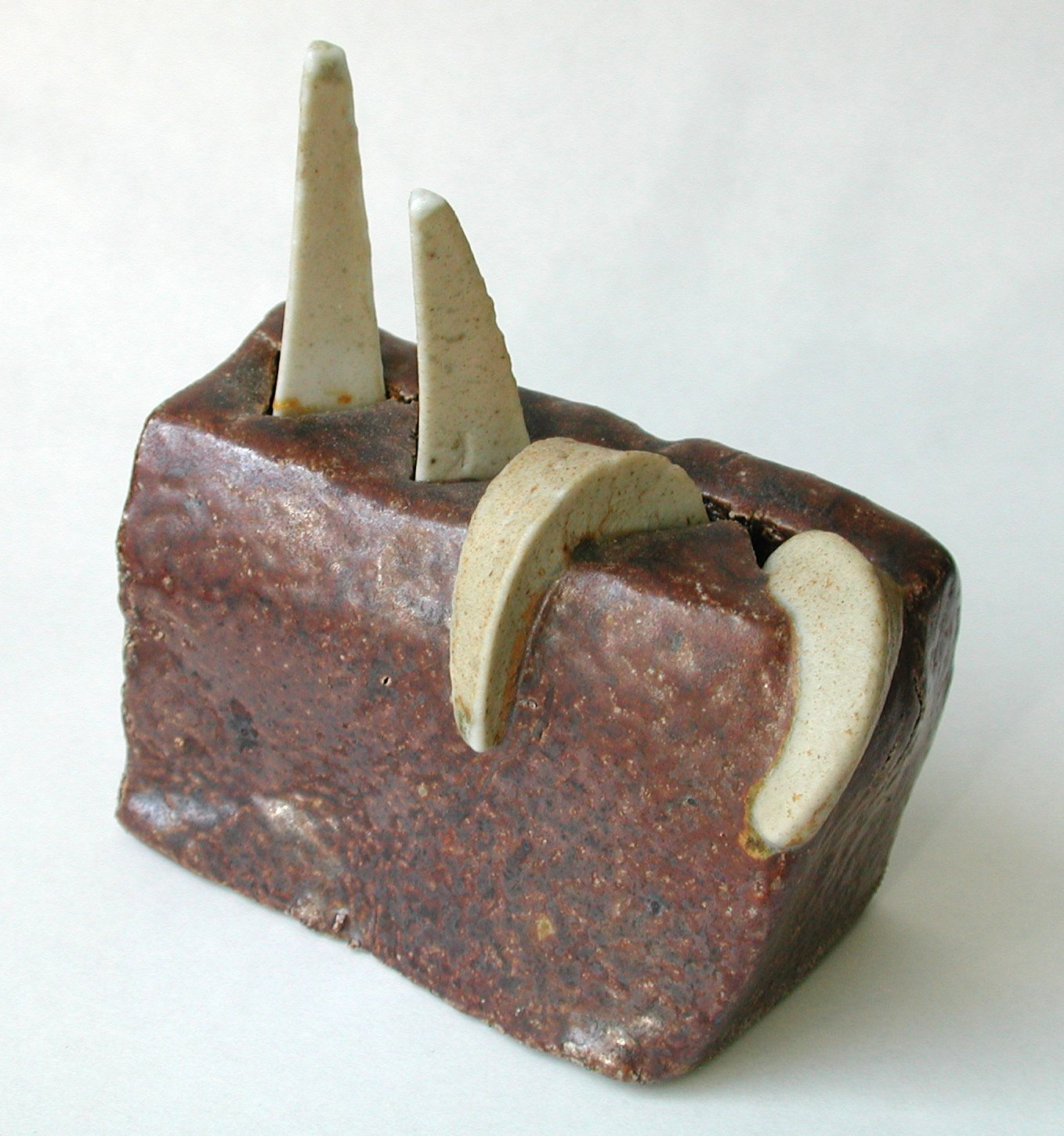
Seger-gúlák használat után

Ezek MgO, CaO, Na2O, K2O, B2O3, Al2O3 és SiO2 különböző arányú keverékeiből készített, 600 °C és 2000 °C közötti tartományban, jól meghatározott hőmérsékleten lágyuló gúlák. Háromszög keresztmetszetűek és mintegy 5 cm magasak, különböző szám- és SK (Seger-Kegel, magyarul Seger-gúla) betűjelzéssel vannak ellátva. Mindegyik taghoz egy meghatározott lágyuláspont tartozik. A sorozat tagjainak lágyuláspontjai között 20-30 °C különbség van.
A vizsgálandó tűztérben több gúlát helyeznek el, mégpedig azokat, amelyeknek lágyuláspontja a várható hőmérséklet körül van. Annak a gúlának a lágyuláspontja adja a tűztér hőmérsékletét, amelynek csúcsa meghajlik, de nem olvad meg teljesen, úgyhogy még élei láthatók. Ezzel a módszerrel egész pontos hőmérsékletmérés nem végezhető.

## Emlékezete
A Német Kerámiai Társaság Seger munkásságának emlékére alapította a Seger-emlékplakettet.

## Fordítás
- Ez a szócikk részben vagy egészben  a   Hermann August Seger című német Wikipédia-szócikk fordításán alapul.  Az eredeti cikk szerkesztőit annak laptörténete sorolja fel. Ez a jelzés csupán a megfogalmazás eredetét és a szerzői jogokat jelzi, nem szolgál a cikkben szereplő információk forrásmegjelöléseként.